# Altenhagen (Velgast)
Altenhagen ist ein Ortsteil der Gemeinde Velgast im Landkreis Vorpommern-Rügen in Mecklenburg-Vorpommern.

## Lage
Das Dorf liegt südsüdwestlich des Gemeindezentrums. Nördlich befindet sich der weitere Ortsteil Starkow, gefolgt von den weiteren Ortsteilen Hövet im Südosten sowie Neu Seehagen im Südwesten. Ein Großteil der Gemarkung wird landwirtschaftlich genutzt. Die Barthe fließt von Süd-Südosten kommend in nördlicher Richtung durch den Ort.

## Geschichte

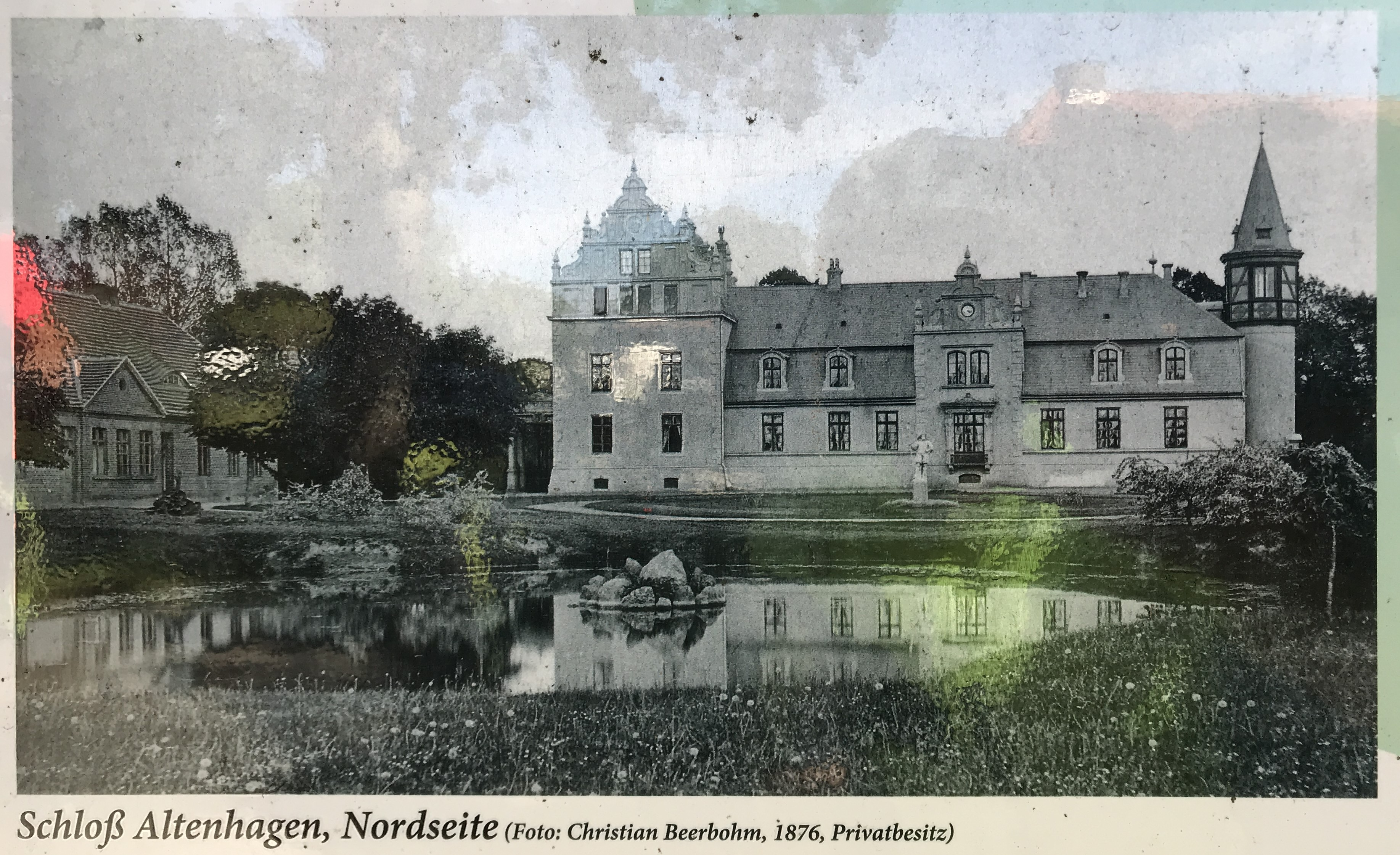
Schloss Altenhagen, 1876

Das Dorf befand sich seit dem Ende des 13. Jahrhunderts bis zum 17. Jahrhundert im Besitz der Familie von Dotenberg, die es als Lehen von den Pommerschen Herzögen erhalten hatten. Sie wählte Altenhagen als Stammsitz auf der nach ihr benannten Schutzburg. Um 1600 war das Gut unter den beiden Brüdern Sievert und Baltzer aufgeteilt. Mit dem Westfälischen Frieden von 1648 kam auch Altenhagen unter schwedische Herrschaft. Das Gut wurde von der schwedischen Adelsfamilie Boltenstern übernommen. Sie ließen ein Gutshaus im barocken Stil errichten. Es entstanden ein zweigeschossiger, ursprünglich neunachsiger Putzbau mit Satteldach sowie ein zweigeschossiger Querbau ebenfalls mit Satteldach.
1815 kam die Gemeinde und Vorpommern zur preußischen Provinz Pommern. Das Gut wurde damit von der Familie von Solms-Rödelheim übernommen und gelangte durch eine Heirat in die Familie von Thun. Ulrich von Thun ließ im Jahr 1863 das Gutshaus im Stil der Neorenaissance umbauen. Der zuvor barocke Landschaftspark wurde in einen englischen Landschaftspark umgestaltet und erweitert. Der letzte Besitzer des Gutshauses war Kuno Graf zu Solms-Rödelheim (1872–1945), der auf der Flucht starb. Er besaß im Jahr 1939 noch rund 706 Hektar Fläche, darunter 429 Hektar Acker, 45 Hektar Wiese, 42 Hektar Weide sowie 165 Hektar Wald. Sein Gut bewirtschaftete er mit 40 Pferden, 125 Rindern, 720 Schafen und 120 Schweinen. Die einzelnen dazugehörigen Rittergüter, auch Schlemmin, leiteten Verwalter, einzelne Bereiche waren unververpachtet. Der Hauptgutssitz blieb bis zur Bodenreform Altenhagen.
Nach dem Ende des Zweiten Weltkrieges wurden die Besitzer enteignet. Im Gutshaus wurden zunächst Flüchtlinge einquartiert. 1963 wurden sämtliche Fassadenelemente am Gebäude entfernt. In der Zeit der DDR entstand im Ort ein Kulturhaus. Mit der Einrichtung einer LPG wurde die historische Schmiede aus dem 19. Jahrhundert stillgelegt.

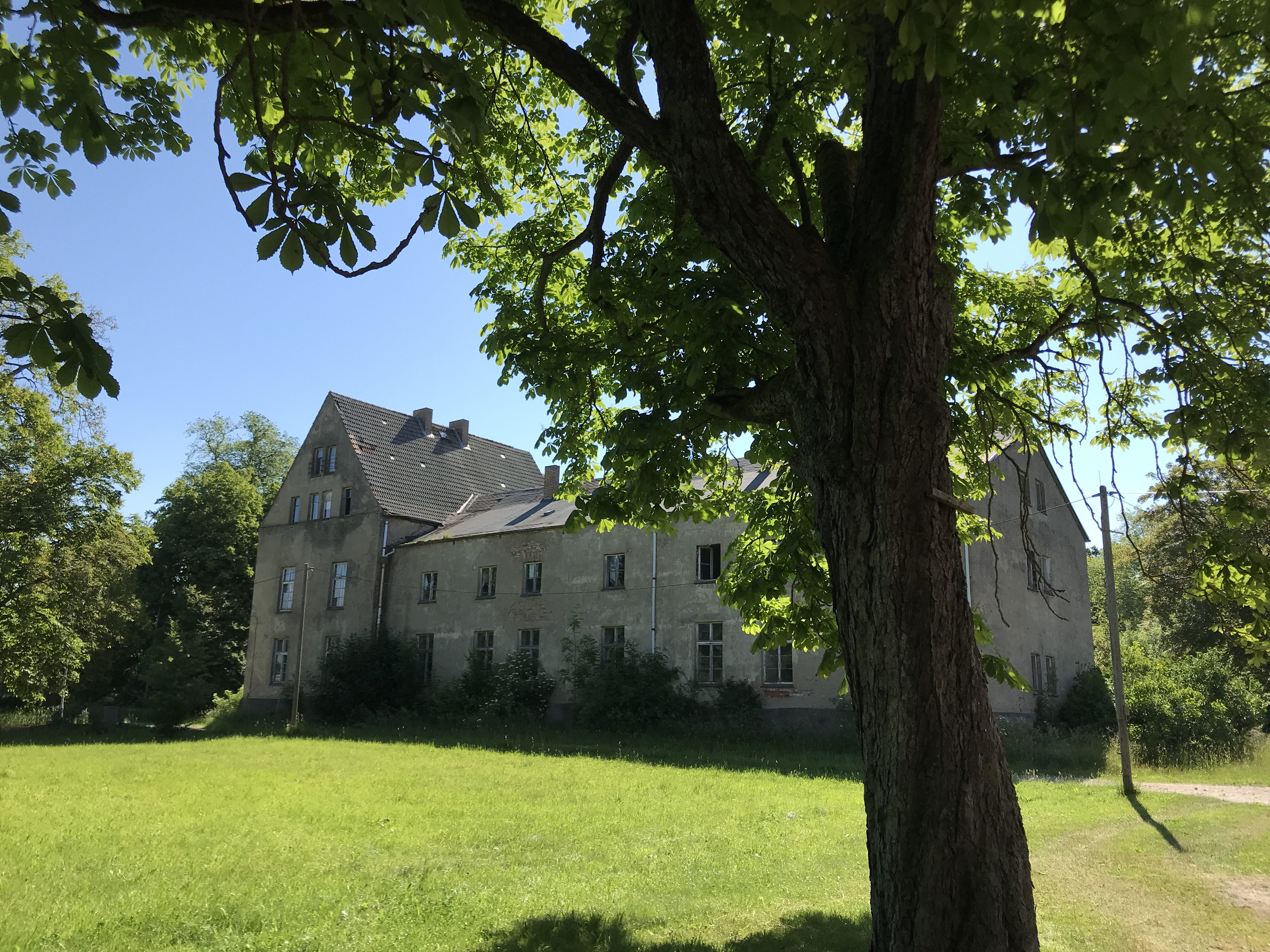
Gutshaus, 2020

Nach der Wende stand das Gebäude über mehrere Jahre leer, wurde dann von einem Unternehmer erworben und saniert. Es steht seit 2018 zum Verkauf.

## Kultur und Sehenswürdigkeiten

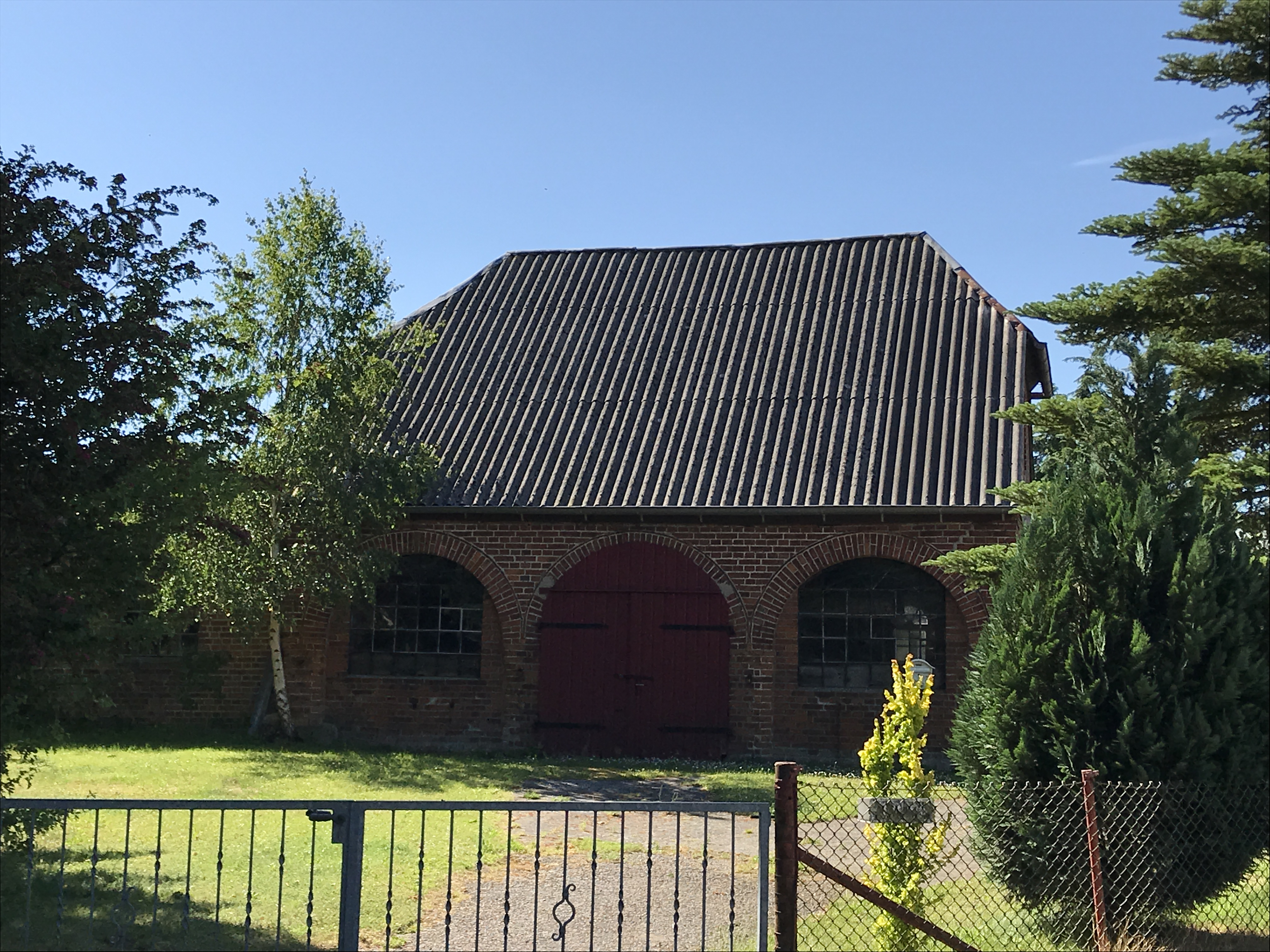
Ehemalige Schmiede

- Gutspark mit Ulmen, Buchen und Eichen sowie der Flügelnuss.
- Denkmalgeschützte Schmiede aus der ersten Hälfte des 19. Jahrhunderts

## Wirtschaft, Verkehr und Infrastruktur
Der Ort ist vorwiegend landwirtschaftlich geprägt. Altenhagen ist über die Eichenalle, die nach Norden als Barthestraße aus dem Ort führt, mit der Bundesstraße 109 verbunden. Die Buslinie 309 stellt eine Verbindung nach Stralsund und Franzburg her. Der nächstgelegene Bahnhof befindet sich in Velgast.